# Eurhopalothrix heliscata
Eurhopalothrix heliscata é uma espécie de formiga do gênero Eurhopalothrix, pertencente à subfamília Myrmicinae.